# Yuki-onna
Yuki-Onna (雪女, snježna žena) je duh koji se nalazi u japanskom folkloru. Popularna je u animeu, mangi i ostalim japanskim animacijama. Nekad je zamijenjena s likom Yama-uba, ali ta dva lika nisu ista. 